# أكسالفورن
أكسالفورن (محليًا، Axalphoren) هي قمة في Bernese Oberland، على ارتفاع2321 م تقع القمة على الحدود البلدية بين برينز وبرينزويلر. يقع منتجع Axalp للتزلج على المنحدر الشمالي من Axalphorn. على سلسلة جبال أكسالفورن، غرب القمة، يوجد تركيب Axalp-Ebenfluh للقوات الجوية السويسرية. تم تركيبه في عام 1942، وهو موقع مظاهرة سنوية بالذخيرة الحية.